# 押川照三
押川 照三（おしかわ てるみ、 -　）は、日本の建築家。実業家。+A一級建築士事務所代表。東京都建築士事務所協会所属。日本建築学会正会員。東京都建築士事務所協会板橋支部副支部長・本部研修委員副委員長。東京都木造住宅耐震診断事務所。

## 来歴
1995年、大阪芸術大学芸術学部建築学科卒業。1998年、日本大学大学院芸術学研究科造形芸術専攻修了。1999年、株式会社ウシダ・フィンドレイ・パートナーシップ入社。2001年、株式会社ゼロワンオフィス入社。2005年、+A一級建築士事務所設立。